# アリ・カディム
アリ・カディム（アラビア語:  علي كاظم アリー・カーズィム, 1949年1月1日 - 2018年1月2日）は、イラクの元サッカー選手。元イラク代表。ポジションはFW。

## 人物
1970年代に活躍したサッカー選手で当時歴代最多であった35得点という記録を代表で樹立した。この記録は後にフセイン・サイードに破られた。
兄弟のアドナン・カディムもサッカー選手の経験があり、U世代の代表選手であった。また、アドナンの息子、つまり甥はアリ・アドナンであり、イラク人として初めてセリエAに移籍したイラク代表のサッカー選手である。
2018年1月2日、ガンのためにバグダードの病院で逝去した。69歳没。

## クラブ歴
1968年から1982年にかけてアル・ザウラーSCに所属した。

## 代表歴
1970年から1980年にかけて代表として出場し、AFCアジアカップ1972、AFCアジアカップ1976、1980年モスクワオリンピックに出場した。